# Asztalos Lajos (politikus)
Asztalos Lajos (Budapest, 1920. november 13. – Budapest, 1983. október 16.) esztergályos, gépészmérnök, rendőrnyomozó, politikus; pályája csúcsán közel tíz éven keresztül volt a kohó- és gépipari miniszter helyettese. Asztalos János honvédtiszt öccse.

## Élete
Cipész szülők gyermekeként született. Iskolai tanulmányai után, 1935-ben esztergályos tanonc lett, majd három évvel később segédlevelet szerzett, amivel a Weiss Manfréd Gyár Idomszer Osztályán helyezkedett el, 1940-től a Laub Elektromotor Gyár dolgozója lett, majd a következő évben ismét a Weiss Manfréd Gyárhoz került, ahol a Jupiter Osztály esztergályosa volt.
Közben, már 1935-től bekapcsolódott több munkás egyesületbe: először csak sportolóként lett a Vasas Tornászok Egyesületének tagja, majd csatlakozott a Vasas Ifjúmunkás Csoporthoz, ahol már munkásmozgalmi szemináriumokat hallgatott. Szintén már ebben az időszakban szerepet vállalt a Vörös Segély akcióiban is. 1938-ban belépett a Szociáldemokrata Pártba és a Természetbarátok Turista Egyesületébe is.
1945. januárban a Magyar Kommunista Párt tagja lett, amelynek VII. kerületi szervezetében kezdett tevékenykedni. Ez azonban nem védte meg attól, hogy egy utcai igazoltatás után, másokkal együtt őt is málenkij robotra hurcolják a szovjet katonák, ennek eredményeként több mint két és fél éven át, 1945. februárjától 1947. augusztusáig a Donyecki-medence szovjet lágereiben dolgoztatták.
Hazatérése után a Csepeli Szerszámgyárban kapott munkát, mint esztergályos szerkesztő, valamint újból bekapcsolódott a munkásmozgalomba is, rövid időn belül már pártvezetőségi tag volt. 1949-ben a Magyar Rádió ellenőrzési osztályára került, majd a műszaki főosztály vezetője lett, illetve itt is az intézmény MDP pártvezetésének tagjává választották. 1953-ban elvégezte a Magyar Dolgozók Pártja egy éves pártiskoláját is.
1956 nyarán ismeretlen okból felmentették az állásából, ekkor a Mechanikai Laboratórium Vállalathoz került, mint laboratóriumvezető-helyettes. Az 1956-os forradalom leverését követően újabb megbízást kapott, a VIII. kerületi rendőrkapitányságon lett politikai nyomozó. 1957-ben a Kohó- és Gépipari Minisztériumba helyezték, ahol előadó lett, a pártéletben pedig a Magyar Szocialista Munkáspárt Központi Bizottságának Ipari Osztályára került, előbb mint osztályvezető helyettes, később megbízott osztályvezető.
1960-ban gépészmérnöki végzettséget is szerzett, ennek birtokában 1966. december 15-én kinevezték a kohó- és gépipari miniszter helyettesévé. Állásából közel egy évtized múltán, 1975. november 1-jén mentették fel, amikor egyidejűleg nyugdíjazták. 1983. október 16-án hunyt el.

## Családja
Felesége, Asztalos Márta, a MAFILM-nél dolgozott kellékesként.